# Момичето на моста
Момичето на моста (на френски: La fille sur le pont) е френски драматичен филм, издаден през 1999 и режисиран от Патрис Льоконт. Сценарната основа е от Серж Фридман. Във филма участват Даниел Отьой и Ванеса Паради.

## Сюжет
Внимание:  Текстът по-долу разкрива сюжета на произведението (или части от него)!
Момичето на моста е филм за любовта и късмета. Двамата главни герои, Габор, хвърляч на ножове и Адела, младо момиче, отчаяно от живота, се срещат на един от мостовете на Сена в Париж, докато Адела се готви да се самоубие, скачайки от моста. Габор ѝ предлага тя да стане мишена в неговото шоу. Тя приема и ненадейно между тях пламва истинска любов.